# Cyril Muta
Cyril Muta (Morobe, 10 ottobre 1987) è un calciatore papuano, difensore del Sunshine Coast.

## Carriera

### Club
Ha giocato nella massima serie papuana con Hekari United ed Eastern Stars, quindi nel 2012 si è trasferito in Australia venendo acquistato dal Sunshine Coast, club di seconda divisione.

### Nazionale
Nel 2011 ha esordito con la nazionale papuana giocando due partite dei Giochi del Pacifico.